# Kurt Gäble
Kurt Gäble (* 5. Januar 1953 in Lauben in Schwaben) ist ein zeitgenössischer deutscher Komponist für Blasmusik.

## Leben
Gäble studierte an der Universität Augsburg Musik, Kunst und Pädagogik. Autodidaktisch entwickelte er seine Fertigkeiten als Komponist und Arrangeur. Mit dem Werk „Der Komet“ wurde er 1986 Preisträger eines Kompositionswettbewerbs, den der Bayerische Rundfunk in Zusammenarbeit mit dem Bayerischen Musikrat ausschrieb. 1992 wurde er mit der Komposition „Zeitenwende“ Sieger des bundesweiten Wettbewerbs der Kulturstiftung Schwaben.
Zahlreiche Auftragskompositionen und zeitgenössische Bearbeitungen runden sein bisheriges kompositorisches Schaffen ab. Gäble ist hauptsächlich wegen seiner modernen Arrangements und Kompositionen bekannt.
Kurt Gäble lebt in seinem Geburtsort Lauben.

## Werke (Auswahl)
- Baba’s Reggae-Rock
- Perisade – orientalisches Märchen-Musical, Musikverlag Rundel, Rot an der Rot 2009.
- Franziskus – Das Musical – Musical für Blasorchester, Solo, Chor. Musikverlag Rundel, Rot an der Rot 2007.
- Freude – gespürt, erfüllt, verändert – Märchen-Musical für Blasorchester, Kinderchor, 2 Solosänger und Erzähler. Musikverlag Rundel, Rot an der Rot 2003.
- Aufbruch – Fanfare und Hymnus. Musikverlag Rundel, Rot an der Rot 1994.
- Zeitenwende – Time of change. Verlag Andreas Schorer, Bad Emstal 1992.
- Der Komet – modernes Intermezzo. Musikverlag Rundel, Rot an der Rot 1987.
- Leuchtfeuer – Impression. Musikverlag Rundel
- Zauberland – Impression.
- Lichtblicke
- Nineteen-Fifty-Eight – Kompositionsauftrag zum 50. Jubiläum der Jugendkapelle „Langenauer Schwäble“
- Salemonia – Konzertmarsch; Musikverlag Rundel
- Laubener Schnellpolka
- Heublumen-Polka – Kompositionsauftrag für die Schönegger Almmusikanten, Uraufführung am 8. Oktober 2016 in Rottenbuch